# Bickenholtz
Bickenholtz (deutsch Bickenholz) ist eine französische Gemeinde mit 85 Einwohnern (Stand 1. Januar 2022) im Département Moselle in der Region Grand Est (bis 2015 Lothringen). Sie gehört zum Arrondissement Sarrebourg-Château-Salins.

## Geografie
Bickenholtz liegt etwa zwölf Kilometer nordöstlich von Sarrebourg auf einer Höhe zwischen 298 und 334 m über dem Meeresspiegel. Das Gemeindegebiet umfasst 2,51 km². Durch das Gemeindegebiet führt die A 4 (Straßburg–Paris).

## Geschichte
Das kleine Dorf wurde 1630 gegründet und hieß bis 1863 Sainte-Marie-de-Bickenholtz. 1766 kam es zu Frankreich, von 1871 bis 1918 zum Deutschen Reich und seit 1919 wieder zu Frankreich.

### Bevölkerungsentwicklung
| Jahr      | 1962 | 1968 | 1975 | 1982 | 1990 | 1999 | 2007 | 2019 |
| Einwohner | 89   | 92   | 80   | 75   | 77   | 63   | 73   | 83   |